# 2004年の航空
< 2004年
2003年の航空 - 2004年の航空 - 2005年の航空

## 航空に関する出来事
- 1月 - 神田道夫と石川直樹が、熱気球「天の川2号」で太平洋横断に挑戦するが、太平洋上に不時着水し失敗した。
- 2月12日 - ユナイテッド航空の子会社、Ted（テッド）が運行を開始した。

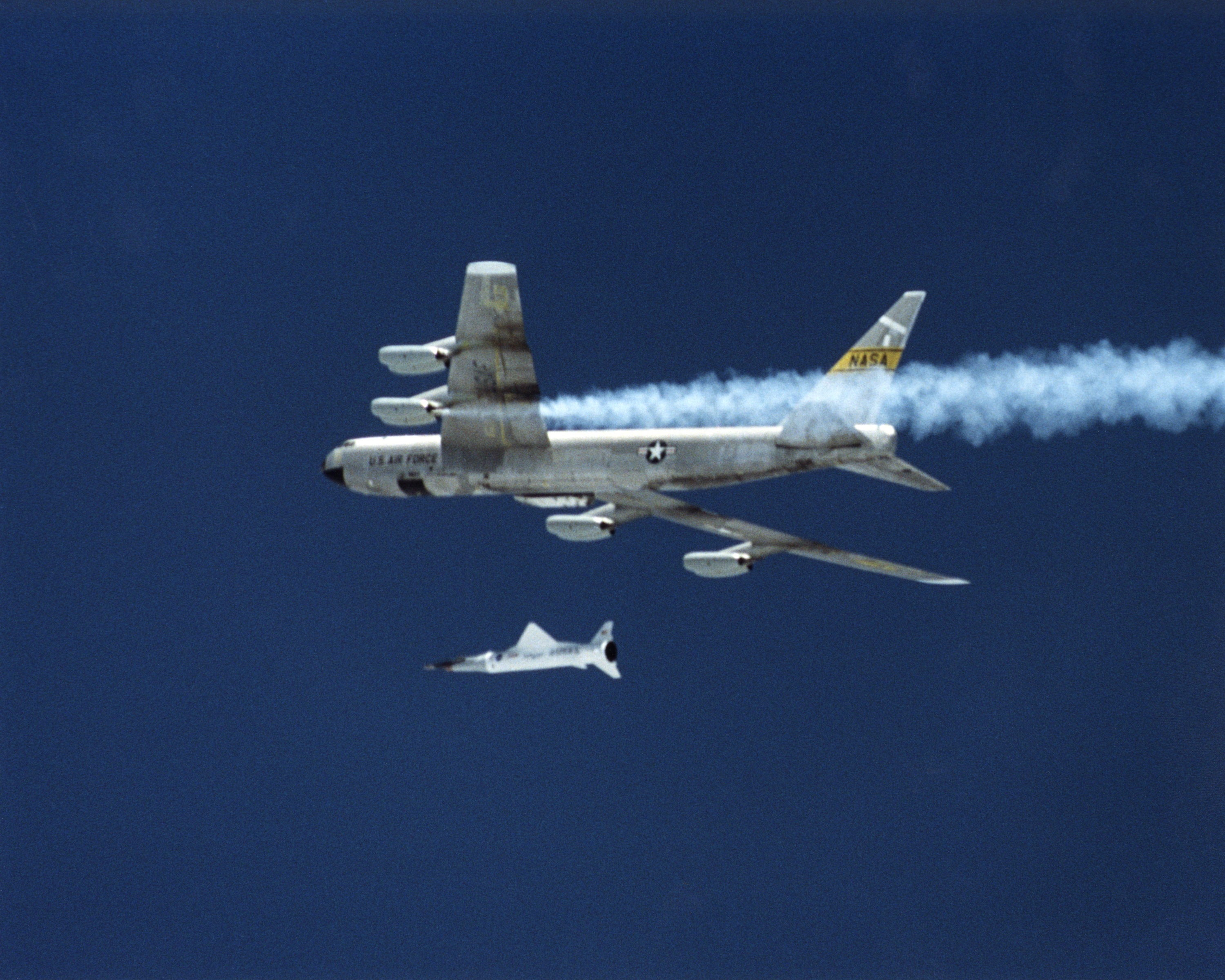
NB-52Bから投下されるペガサスロケット、先端にX-43。

- 3月27日 - NASAの無人機 X-43がマッハ6.83の速度を記録した。2004年11月16日にはエア・ブリージングエンジン（酸化剤を外部から取り入れる推進器）としては最速の時速12,144 km（7,546 mph、マッハ9.68）を記録した。
- 4月1日 - 日本航空株式会社が株式会社日本航空インターナショナルに、株式会社日本エアシステムが株式会社日本航空ジャパンに、それぞれ商号変更。
- 4月26日 - ボーイング787の開発が正式に発表された。
- 5月5日 - 、フランスのエールフランスと、オランダのKLMオランダ航空が特殊会社の方式で経営統合がおこなわれ、エールフランス‐KLMが設立された。
- 5月24日 - イギリスのリチャード・メレディス＝ハーディがマイクロライトプレーンでエベレストの頂上越えの飛行に成功し、アンジェロ・ダリーゴはハンググライダーで飛行した。
- 6月20日 - アメリカ合衆国の格安航空会社フロンティア航空が運行を開始した。
- 6月21日 - スペースシップワンが高度100kmを超え、民間開発の機体としては初の宇宙船となる
- 8月24日 - モスクワのドモジェドヴォ空港を出発したエア・ボルガ（事件発生当時はボルガ・アヴィアエクスプレス）1303便ツポレフTu-134と、S7航空1047便ツポレフTu-154型機がチェチェンのテロリストによって爆破され、合計で89人の死者が出た。（→2004年ロシア航空機爆破事件）
- 10月4日 - スペースシップワンが高度100 km以上の到達、乗員3名相当の打ち上げ、2週間以内に同一機体を再使用の条件を満たして Ansari X Prizeを受賞した。
- 10月27日 - スティーヴ・フォセットとハンス・パウル・シュトレールが、飛行船の1000kmの平均速度記録111.8 km/hを樹立した。
- 11月1日 - パンアメリカン航空の商標を引き継いだ会社が運航停止となり、ボストン・メイン・エアウェイズに機材が移管された。
- 12月13日 - デイヴィッド・ヘンプルマン＝アダムズが熱気球の絶対高度の記録6,614mを樹立した。

## 2004年に初飛行した機体の画像

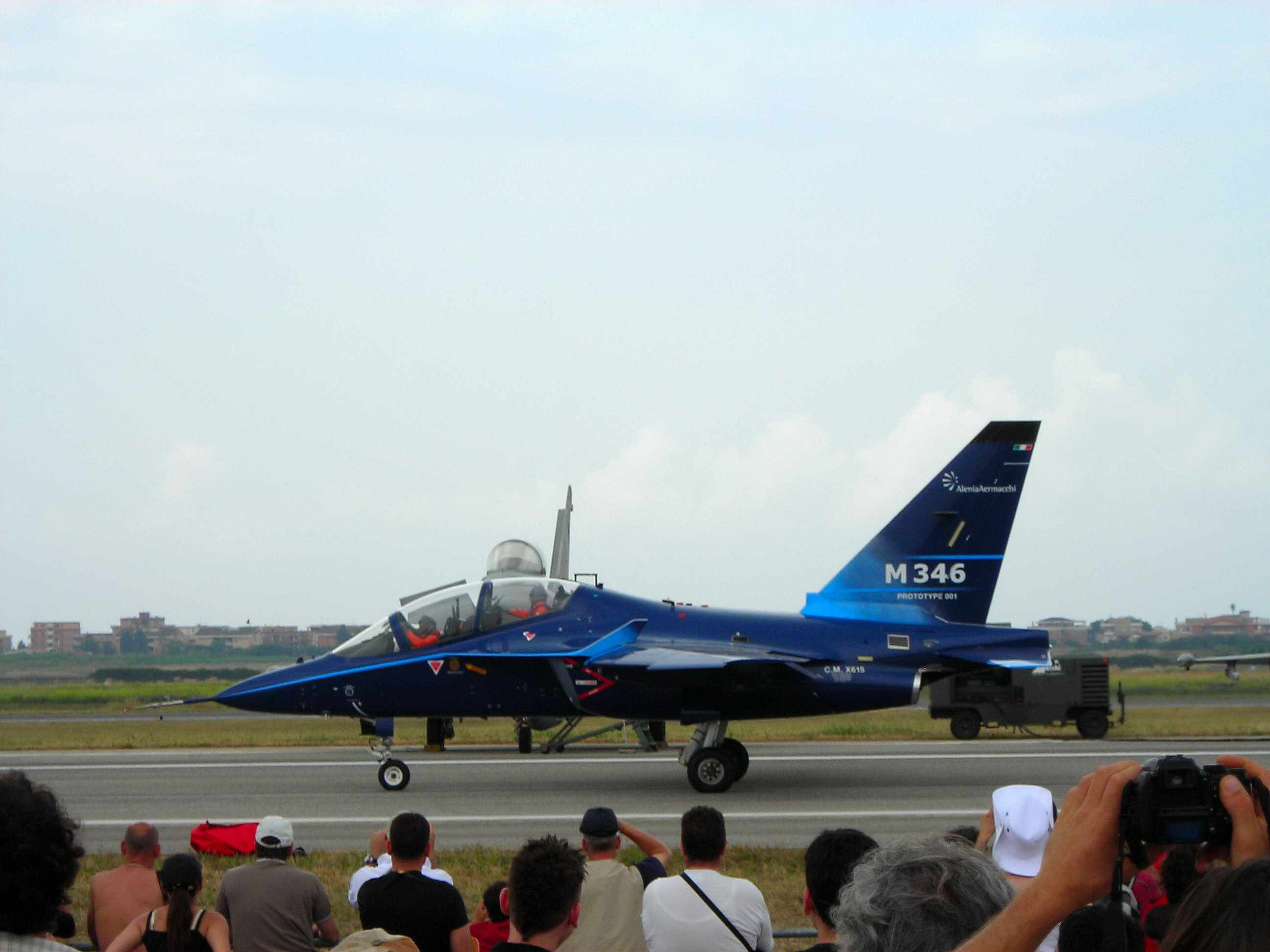
アエルマッキ M-346 （7月15日）

## 航空に関する賞の受賞者
- ハーモン・トロフィー： デイヴィッド・ヘンプルマン＝アダムズ（英）
- デラボー賞：ハンス・パウル・シュトレール (Germany)、デイヴィッド・ヘンプルマン＝アダムズ (UK)、スティーヴ・フォセット (USA)
- イギリス飛行クラブ金賞：ラッセル・チータム（Russell Cheetham：グライダーパイロット）